# Garcinia poilanei
Garcinia poilanei är en tvåhjärtbladig växtart som beskrevs av François Gagnepain. Garcinia poilanei ingår i släktet Garcinia och familjen Clusiaceae. Inga underarter finns listade i Catalogue of Life.